# Isla Terre-de-Haut

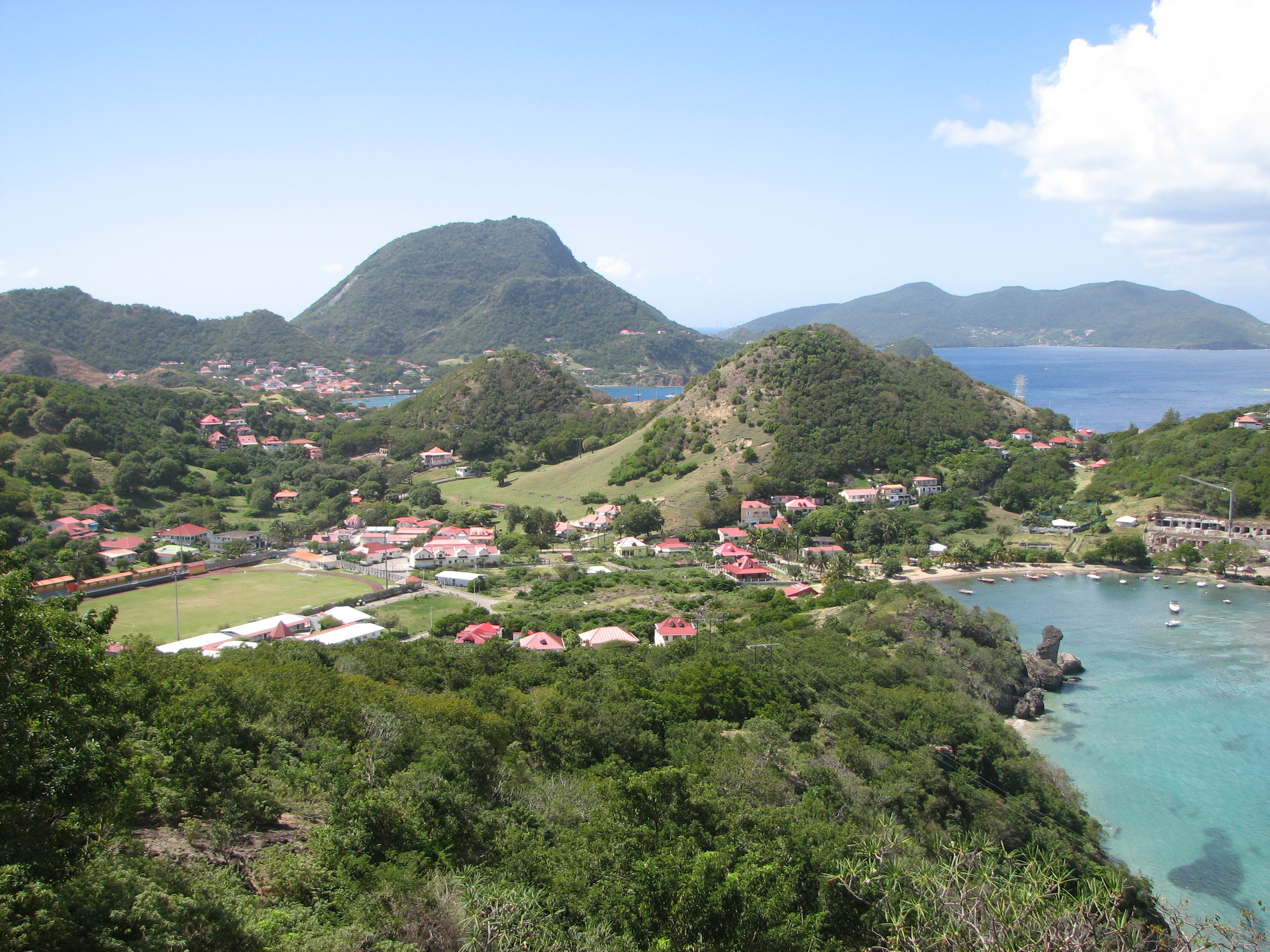
Vista de la isla con el monte Chameau al fondo

La Isla Terre-de-Haut es una isla de Francia situada en el océano Atlántico. Es parte del archipiélago de Les Saintes, una dependencia del departamento de ultramar francés de Guadalupe. Integra la comuna de Terre-de-Haut.
Terre-de-Haut es la isla más oriental del archipiélago de Les Saintes; posee 6,0 kilómetros cuadrados de superficie y una población de 1526 habitantes en el año 2018. Su punto más alto alcanza los 306 metros.
La isla vive principalmente de la pesca y el turismo. No debe confundirse con un islote del mismo nombre en las Islas de la Petite-Terre.